# 명동 왈가닥
명동 왈가닥은 한국에서 제작된 정인엽 감독의 1967년 영화이다. 허장강 등이 주연으로 출연하였고 홍성칠 등이 제작에 참여하였다.

## 출연

### 주연
- 허장강
- 박암
- 엄앵란

## 제작진
- 조명: 박창호
- 미술: 김성배